# Badminton-Föderation Aserbaidschans
Die Badminton-Föderation Aserbaidschans (aserbaidschanisch Azərbaycan badminton federasiyası) ist die oberste nationale administrative Organisation in der Sportart Badminton in Aserbaidschan. Der Verband wurde 1996 gegründet. Er wird durch die aserbaidschanische Badmintonnationalmannschaft repräsentiert.

## Geschichte
Kurz nach seiner Gründung wurde der Verband 1997 Mitglied in der Badminton World Federation, damals als International Badminton Federation bekannt und Mitglied im kontinentalen Dachverband Badminton Europe, zu der Zeit noch als European Badminton Union firmierend. In der Saison 1996/1997 starteten auch die nationalen Titelkämpfe.

## Bedeutende Veranstaltungen, Turniere und Ligen
- Azerbaijan International
- Aserbaidschanische Meisterschaft
- Mannschaftsmeisterschaft
- Juniorenmeisterschaft

## Bedeutende Persönlichkeiten
- Mikayil Jabbarov – Präsident